# Ель-Хаса
25°25′46″ пн. ш. 49°37′19″ сх. д. / 25.429444° пн. ш. 49.621944° сх. д.
Ель-Хаса (араб. الْحَسَاء, al-Ḥasā), також відомий як ель-Ахса (الْأَحْسَاء‎, al-ʾAhasā) або Гаджар (هَجَر) — історичний регіон і оаза на сході (Саудівської Аравії), в північно-східній частині Аравійського півострова. Розташована в низовині вздовж Перської затоки між півостровом Катар і пустелею Джафура. Ім'ям оази названо відповідне губернаторство Аль-Ахса, яке складає значну частину Східної провінції цієї країни. Оаза розташована приблизно за 60 км углиб країни від узбережжя Перської затоки.
Оаза Ель-Хаса має площу близько 85,4 км² і є найбільшою оазою у світі. В оазі, що зрошується з величезного підземного водоносного з якого б'ють понад 280 артезіанських джерел, є понад 2,5 мільйона пальм, включно з фініковими, що дозволяє цілорічно вести сільське господарство в цьому пустельному регіоні.
Один із найважливіших у світі районів видобутку нафти.

## Клімат
| Клімат оази Ель-Хаса                           | Клімат оази Ель-Хаса | Клімат оази Ель-Хаса | Клімат оази Ель-Хаса | Клімат оази Ель-Хаса | Клімат оази Ель-Хаса | Клімат оази Ель-Хаса | Клімат оази Ель-Хаса | Клімат оази Ель-Хаса | Клімат оази Ель-Хаса | Клімат оази Ель-Хаса | Клімат оази Ель-Хаса | Клімат оази Ель-Хаса | Клімат оази Ель-Хаса |
| Показник                                       | Січ.                 | Лют.                 | Бер.                 | Квіт.                | Трав.                | Черв.                | Лип.                 | Серп.                | Вер.                 | Жовт.                | Лист.                | Груд.                | Рік                  |
| Абсолютний максимум, °C                        | 32,7                 | 37,8                 | 41,2                 | 45,0                 | 49,0                 | 50,6                 | 50,8                 | 49,7                 | 48,0                 | 45,6                 | 45,8                 | 32,5                 | 50,8                 |
| Середній максимум, °C                          | 21,2                 | 24,2                 | 28,9                 | 35,1                 | 41,5                 | 44,4                 | 45,7                 | 45,4                 | 42,3                 | 37,6                 | 29,9                 | 23,4                 | 35,0                 |
| Середня температура, °C                        | 14,7                 | 17,2                 | 21,5                 | 27,2                 | 33,3                 | 36,3                 | 37,8                 | 37,2                 | 33,8                 | 29,2                 | 22,4                 | 16,6                 | 27,3                 |
| Середній мінімум, °C                           | 8,5                  | 10,6                 | 14,3                 | 19,6                 | 24,9                 | 27,6                 | 29,5                 | 28,9                 | 25,3                 | 21,1                 | 15,6                 | 10,5                 | 19,7                 |
| Абсолютний мінімум, °C                         | −2,3                 | 1,0                  | 0,7                  | 7,3                  | 17,0                 | 18,3                 | 19,8                 | 19,7                 | 17,3                 | 13,0                 | 5,8                  | 0,8                  | −2,3                 |
| Норма опадів, мм                               | 15.0                 | 11.6                 | 16.2                 | 10.7                 | 2.1                  | 0                    | 0                    | 0.9                  | 0                    | 0.6                  | 5.1                  | 21.1                 | 83.3                 |
| Днів з опадами                                 | 8,7                  | 5,8                  | 9,1                  | 7,3                  | 2,0                  | 0                    | 0,1                  | 0,2                  | 0,0                  | 0,3                  | 3,1                  | 7,2                  | 43,8                 |
| Вологість повітря, %                           | 55                   | 49                   | 44                   | 38                   | 27                   | 22                   | 23                   | 30                   | 33                   | 39                   | 47                   | 56                   | 39                   |
| ---------------------------------------------- | -------------------- | -------------------- | -------------------- | -------------------- | -------------------- | -------------------- | -------------------- | -------------------- | -------------------- | -------------------- | -------------------- | -------------------- | -------------------- |
| Джерело: Регіональний кліматичний центр Джидди |                      |                      |                      |                      |                      |                      |                      |                      |                      |                      |                      |                      |                      |